# Bachia intermedia
Bachia intermedia là một loài thằn lằn trong họ Gymnophthalmidae. Loài này được Noble mô tả khoa học đầu tiên năm 1921.